# Max Kanter
Max Kanter (Cottbus, 22 de octubre de 1997) es un ciclista alemán, miembro del equipo XDS Astana Team.

## Palmarés
2018
- 1 etapa del Tour del Porvenir
- 2 etapas del Tour de Olympia

2024
- 1 etapa del Tour de Turquía

2025
- Famenne Ardenne Classic

## Resultados en Grandes Vueltas
| Carrera | Carrera         | 2016 | 2017 | 2018 | 2019 | 2020  | 2021  | 2022 | 2023  | 2024 | 2025  |
| ------- | --------------- | ---- | ---- | ---- | ---- | ----- | ----- | ---- | ----- | ---- | ----- |
|         | Giro de Italia  | —    | —    | —    | —    | —     | 116.º | —    | 110.º | Ab.  | 123.º |
|         | Tour de Francia | —    | —    | —    | —    | —     | —     | —    | —     | —    | —     |
|         | Vuelta a España | —    | —    | —    | —    | 112.º | —     | —    | —     | —    | —     |

—: no participa
Ab.: abandono

## Equipos
- LKT Brandenburg (2016)
- Giant-Alpecin (stagiaire) (2016)[2]
- Sunweb Development (2017-2018)
  - Team Sunweb (stagiaire) (2017)[2]
  - Team Sunweb (stagiaire) (2018)[2]
- Sunweb/DSM[1] (2019-2021)
  - Team Sunweb (2019-2020)
  - Team DSM (2021)
- Movistar Team (2022-2023)
- Astana (2024-)
  - Astana Qazaqstan Team (2024)
  - XDS Astana Team (2025-)